# Pholcomma micropunctatum
Pholcomma micropunctatum là một loài nhện trong họ Theridiidae.
Loài này thuộc chi Pholcomma. Pholcomma micropunctatum được Cândido Firmino de Mello-Leitão miêu tả năm 1941.